# New Era (Michigan)
New Era è un villaggio degli Stati Uniti d'America, situato nello Stato del Michigan, nella contea di Oceana.